# District de Kasungu
Kasungu est un district du Malawi.